# Elias Blix
Elias Blix (24 de febrero de 1836 – 17 de enero de 1902) fue un profesor, teólogo, escritor de himnos y político noruego, militante del partido político Venstre. Blix redactó numerosos himnos y en gran parte, fue el responsable de traducir el Nuevo Testamento al idioma noruego.

## Biografía
Elias Blix nació en 1836 en Sandhornøy Gildeskål, Salten, en la Provincia de Nordland, Noruega. Entre 1853 y 1855, Blix asistió a un seminario para maestros en Tromsø. Allí ejerció su docencia hasta que en 1859, se trasladó hacia Christiania (actual Oslo) para continuar con sus estudios. Estudió lenguas semíticas. Blix se graduó en 1860, obtuvo su título de teólogo en 1866, y obtuvo su philosophiæ doctor en 1876.
Durante 25 años, Blix ejerció la docencia en la Universidad de Oslo, donde  enseñó hebreo y estudios bíblicos. Entre 1884 y 1888, fue Ministro de Educación y Asuntos Eclesiásticos, el cual fue interrumpido por un período entre 1885 y 1886 como miembro del Consejo de División de Estado en Estocolmo.
Blix también ha sido un defensor de la lengua nynorsk, así como ser un compositor de salmos e himnos. Entre sus himnos más célebres se encuentran Gud signe vårt dyre fedreland y No livnar det i lundar. Su colección de himnos en nynorsk, Nokre salmar, publicados entre los años 1869 a 1875, fue permitida para su uso oficial en 1892 por la Iglesia de Noruega, junto con la versión oficial. Junto con Johannes Belsheim y Matias Skard, Blix fue uno de los principales de la traducción del Nuevo Testamento a la lengua nynorsk, el cual fue publicado en 1890.
Nordlendingenes Forening fue fundado en 1862 por Elias Blix junto con el educador, clérigo e ingeniero Ole Tobias Olsen (1830–1924). Esta sociedad es una asociación fraternal de personas que han emigrado desde las provincias norteñas de Nordland, Troms y Finnmark en Nord-Norge. En honor del 50.º aniversario de la sociedad en 1912, se estableció la primera medalla conmemorativa en la memoria de Petter Dass, el clérigo y poeta de Helgeland. La Medalla Petter Dass (Petter Dass medaljen) es un premio otorgado anualmente por la Nordlendingenes Forening, hacia las personas de Nord-Norge que se han distinguido por su labor por el desarrollo de la región.

## Vida privada
En 1871, Blix contrajo nupcias con Emma Alvilde Marie Hansen (1849–1927). La pareja tuvo varios hijos, incluyendo a  Marie Blix (1873–1920), Einar Blix (1880–1941) y al ilustrador Ragnvald Blix (1882-1958). Elias Blix falleció en 1902 y fue enterrado en el Cementerio Vår Frelsers en Oslo.

## Premio Blix
El Premio Blix (Blix-prisen) es un premio literario otorgado anualmente por la casa editorial noruega Det Norske Samlaget, hacia los escritores provenientes de Nord-Norge que escriben en lengua nynorsk. El premio es una cantidad de dinero otorgado por la Fundación Emma y Elias Blix. La cantidad monetaria fue establecida por Marie y Einar Blix, en la memoria de sus padres.

## Otras fuentes
- Olsen, Kurt-Johnny  (1986) Elias Blix, mannen og verket (BodøISBN 82-991423-1-8)  ISBN 82-991423-1-8 82-991423-1-8
- Aschim, Anders (2008) Ein betre vår ein gong: Elias Blix: Biografi ISBN 978-82-521-6429-9 978-82-521-6429-9